# 921
| Calendário gregoriano                                                        | 921 CMXXI                                              |
| Ab urbe condita                                                              | 1674                                                   |
| Calendário arménio                                                           | 370 – 371                                              |
| Calendário bahá'í                                                            | -923 – -922                                            |
| Calendário budista                                                           | 1465                                                   |
| Calendário chinês                                                            | 3617 – 3618 Início a 11 de fevereiro (aproximadamente) |
| Calendário copta                                                             | 637 – 638                                              |
| Calendário etíope                                                            | 913 – 914                                              |
| Calendários hindus - Vikram Samvat - Calendário nacional indiano - Cáli Iuga | 976 – 977 842 – 843 4021 – 4022                        |
| Calendário Holoceno                                                          | 10921                                                  |
| Calendário islâmico                                                          | 308 – 309                                              |
| Calendário judaico                                                           | 4681 – 4682                                            |
| Calendário persa                                                             | 299 – 300                                              |
| Calendário rúnico                                                            | 1171                                                   |
| Calendário solar tailandês                                                   | 1464                                                   |

921 (CMXXI, na numeração romana) foi um ano comum do século X do Calendário Juliano, da Era de Cristo, teve início numa segunda-feira e terminou também numa segunda-feira e a sua letra dominical foi G (52 semanas).
No território que viria a ser o reino de Portugal estava em vigor a Era de César que já contava 959 anos.
| Ano completo                         |
| ------------------------------------ |
| Ano comum com início à segunda-feira |

## Nascimentos
- Rei Edmundo I de Inglaterra.

## Mortes
- 1 de Setembro - Ricardo de Autun, 1º Duque da Borgonha.
- Entre Março e Agosto Elvira Mendes (morta em 921), foi rainha de Leão.